# James P. Delgado

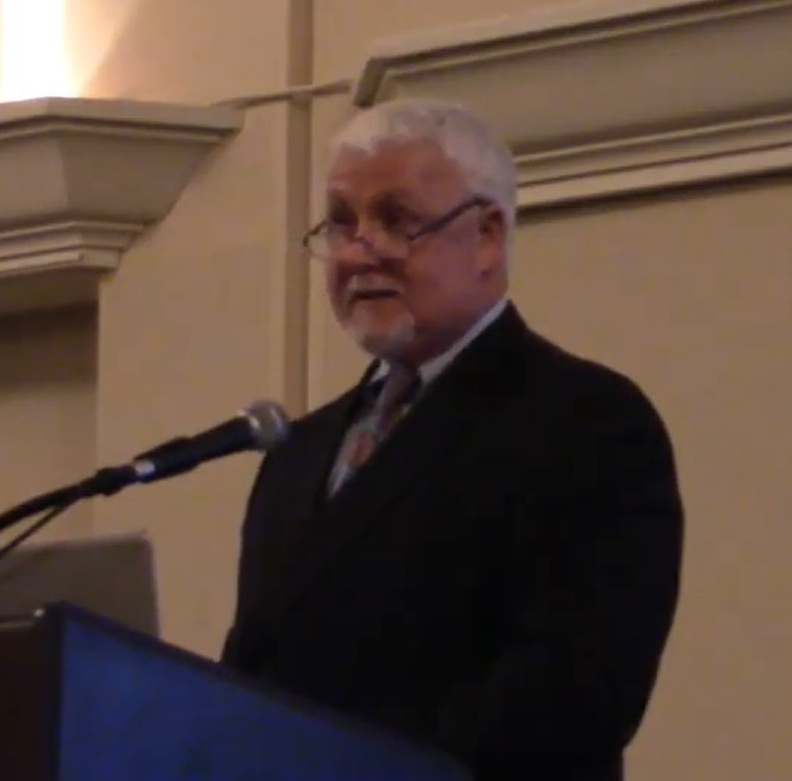
James P. Delgado

James Preston Delgado (* 1958 in San José, Kalifornien) ist ein US-amerikanischer Autor und Unterwasserarchäologe.
Delgado war als Taucher und Unterwasserarchäologe tätig. Er nahm an über 100 Schiffswrack-Untersuchungen teil. Dazu gehörten unter anderen die Titanic, die Monitor, die Arizona, die Sub Marine Explorer, die beladenen Goldrausch-Schiffe vor San Francisco und Kublai Khans Flotte vor Japan. Als Autor schrieb Delgado mehrere Bücher über Unterwasserarchäologie.

## Veröffentlichungen (Auswahl)
- Joy Waldron Jasper und James P. Delgado, Jim Adams, 2001, The USS Arizona: the ship, the men, the Pearl Harbor attack, and the symbol that aroused America, Macmillan, ISBN 978-0-312-28690-3.
- Carol Ruppé, Jan Barstad, ed., 2002, „Marine and Underwater Archaeology on the Pacific Coast“. Internationales Handbuch über Unterwasserarchäologie, Springer, ISBN 978-0-306-46345-7.
- Adventures of a Sea Hunter: In Search of Famous Shipwrecks. Douglas & McIntyre, 2004, ISBN 978-1-55365-071-3.
- Gold Rush Port: The Maritime Archaeology of San Francisco's Waterfront, University of California Press, 2009, ISBN 978-0-520-25580-7.
- Khubilai Khan’s Lost Fleet: In Search of a Legendary Armada, University of California Press, 2009, ISBN 978-0-520-25976-8.
- Nuclear Dawn: The Atomic Bomb from the Manhattan Project to the Cold War, Osprey Publishing, 2009, ISBN 978-1-84603-396-4.
- Silent Killers: Submarines and Underwater Warfare, Osprey Publishing, 2011, ISBN 978-1-84908-365-2.

## Preise und Auszeichnungen (Auswahl)
- 1999: John Lyman Book Awards
- 2011: James L. Deetz Award